# ناحیه فریزر، شهرستان مارتین، مینه سوتا
ناحیه فریزر (به انگلیسی: Fraser Township) یک منطقهٔ مسکونی در ایالات متحده آمریکا است که در شهرستان مارتین، مینه‌سوتا واقع شده‌است.
 ناحیه فریزر ۹۵٫۲ کیلومتر مربع مساحت و ۳۱۶ نفر جمعیت دارد و ۳۶۴ متر بالاتر از سطح دریا واقع شده‌است.